# Steatoda terastiosa
Steatoda terastiosa là một loài nhện trong họ Theridiidae.
Loài này thuộc chi Steatoda. Steatoda terastiosa được Chuandian Zhu miêu tả năm 1998.